# Zevegiin Oidov
Zevegiin Oidov (n. 14 august 1950, Kharkhorin⁠(d), Öwörchangai-Aimag, Mongolia) este un luptător mongol, medaliat olimpic. A participat la 3 ediții ale Jocurilor Olimpice (1972, 1976, 1980) în care a câștigat o medalie de argint.